# Geissanthus kalbreyeri
Geissanthus kalbreyeri är en viveväxtart som beskrevs av Carl Christian Mez. Geissanthus kalbreyeri ingår i släktet Geissanthus och familjen viveväxter. Inga underarter finns listade i Catalogue of Life.